# 密乗院 (三郷市)
密乗院（みつじょういん）は、埼玉県三郷市にある真言宗豊山派の寺院。

## 歴史
1574年（天正2年）、嶋根主計の開基である。主計は出家して「善心」を名乗り、寺を創建した。明治初期に近くにあった「釈尊寺」を合併した。
当院の山号は「狩場山」である。これは弘法大師空海が高野山に向かう途中に道案内したという「狩場明神」に由来する。そのこともあり、空海にまつわる行事が催されている。

## 交通アクセス
- 路線バス中川やしおフラワーパーク入口停留所より徒歩17分。